# Bad Cannstatt
Bad Cannstatt, anciennement Cannstatt (jusqu'au 23 juillet 1933) ou Kannstadt, est le quartier le plus ancien et le plus peuplé de Stuttgart (66 611 habitants en 2011), capitale du land du Bade-Wurtemberg, en Allemagne. Bad Cannstatt est situé des deux côtés de la rivière Neckar et a été fondée à l'époque romaine. Une grande procession a lieu chaque Vendredi saint avec les scènes de la Passion du Christ figurées par des habitants de Stuttgart.
C'est dans ce quartier de Stuttgart qu'a lieu chaque année la Cannstatter Volksfest (sur les Cannstatter Wasen), fête populaire rassemblant de nombreux amateurs de bière mais aussi des familles venant faire des manèges. Cette fête a lieu en même temps que l'Oktoberfest.
Ce quartier comporte aussi la MHPArena, le parc botanique et zoologique Wilhelma et le parc de Rosenstein.  

## Événements
- Procession du Vendredi Saint à Bad Cannstatt

## Personnalités liées
- Jakob Heine (1800-1879), médecin allemand, directeur de l'hôpital d'orthopédie de Cannstatt-Neckar.
- Emy Gordon (1841-1909), écrivaine et militante catholique allemande.
- Albert Daiber (1857-1928), scientifique et écrivain allemand y est né.
- Madeleine dite Yvonne Sarcey (1869-1950), femme de lettres et philanthrope française, y est née, fille de Francisque Sarcey, journaliste et critique dramatique français et de Madeleine Varner, fondatrice du "Journal de l'Université des Annales", future épouse d'Adolphe Brisson (1860-1925), journaliste et critique dramatique français.
- Karl Steinbuch (1917-2005), ingénieur, inventeur du terme "Informatik"
- Tilman Pfau (1965-), physicien allemand y est né.